# Mohamed Achik
Mohamed Achik (en arabe : محمد عشيق) est un boxeur marocain né le 1er février 1965. Il est le frère du boxeur Abdelhak Achik.

## Carrière
Il est médaillé de bronze dans la catégorie des poids coqs aux Jeux méditerranéens de 1991 à Athènes.
Lors des Jeux olympiques de 1992 à Barcelone, il remporte la médaille de bronze dans la catégorie poids coqs (-54 kg). Il participe aussi aux Jeux olympiques d'été de 1988 à Séoul où il est éliminé dès le premier tour par le Suédois Jimmy Mayanja, et aux Jeux olympiques d'été de 1996 à Atlanta en poids plumes, sorti dès le premier tour par l'Australien Robbie Peden.

## Parcours auxJeux olympiques
Jeux olympiques d'été de 1992 à Barcelone (Poids coqs) :
- Bat Dieter Berg (Allemagne) 3-0
- Bat Slimane Zengli (Algérie) 12-8
- Bat Remigio Molina (Argentine) 15-5
- Perd contre Joel Casamayor (Cuba) par KO au 1er round (2:33)